# 히쇼쿠노소라
《진홍색 하늘》(일본어: 緋色の空 히쇼쿠노 소라[*])란 2005년 11월 9일 발매한 가와다 마미의 메이저 데뷔 2번째 싱글을 말한다.〈緋色〉이란 단어는 보통 'ひいろ 히이로[*]'로 읽지만, 본 싱글에서는 오독으로 처리되어있다.

## 개요
- 제네온 엔터테인먼트를 통해 2005년 11월 9일 통상판과 초회한정판 2종류를 발매.
- 초회한정판에는 특전 DVD가 동봉

## 수록 곡
1. 緋色の空 [4:14]
작사 : 가와다 마미/작곡 : 나카자와 도모유키/작곡 : 나카자와 도모유키, 오자와 다케시
  - 마이니치 방송 계열 애니메이션 《작안의 샤나》 1기 오프닝 테마 (2기에서도 BGM로 사용)
  - 1집 앨범 《SEED》에도 수록.
2. another planet [5:49]
작사 : 가와다 마미/작곡・편곡 : 나카자와 도모유키
3. another planet ~twilight~ [3:59]
작사 : 가와다 마미/작곡 : 나카자와 도모유키/편곡 : 이우치 마이코
  - 1집 앨범《SEED》에도 수록
  - 〈another planet〉와는 어레인지와 일부 가사가 다름.
4. 緋色の空 (Instrumental)
5. another planet (Instrumental)

## 초회한정판 특전 DVD 내용
- 〈진홍빛 하늘〉프로모션 비디오
- 메이킹 필름
- 〈진홍빛 하늘〉작안의 샤나 버전 프로모션 비디오